# Черкасское (Донецкая область)
Черка́сское (укр. Черка́ське) — посёлок городского типа в Краматорском районе Донецкой области Украины. Административный центр Черкасской поселковой общины.

## Общие сведения
Население по переписи 2001 года составляло 3 851 человек. Почтовый индекс — 84162. Телефонный код — 626.

## История
С 1938 года — посёлок городского типа.
Во время Великой Отечественной войны в 1941—1943 население находилось под немецкой оккупацией.
В 1968 году в состав пгт вошло близлежащее село Знаменка — родина знаменитого артиста Леонида Быкова.
В январе 1989 года численность населения составляла 4464 человека.
По состоянию на 1 января 2013 года численность населения составляла 3514 человек.
По состоянию на 1 января 2019 года численность населения составляла 3288 человек.

## Экономика
В посёлке находится мело-известковый завод.

## Местная власть
84162, Донецкая область, Краматорский район, пгт Черкасское, ул. Ясная, 3.